# Zvonimir
Zvonimir je moško osebno ime.

## Izvor imena
Ime Zvonimir je različica moškega osebnega imena Zvonko. Ime  je slovanskega izvora  sestavljen iz morfema Zvoni-, ki je velelnik glagola zvoniti, pripona  mir pa je zelo pogosta sestavina slovanskih imen.

## Pogostost imena
Po podatkih Statističnega urada Republike Slovenije je bilo na dan 31. decembra 2007 v Sloveniji število moških oseb z imenom Zvonimir: 653.

## Osebni praznik
V koledarju je ime Zvonimir skupaj z imenom Zvonko.

## Znani nosilci
- Zvonimir Dintinjana, slovenski ekonomist, statistik
- Zvonimir Bohte, slovenski matematik, profesor in pisatelj
- Zvonimir Rudolf, slovrensk izdravnik onkolog
- Zvonimir Šusteršič,